# Ken Olsen
Kenneth Harry Olsen (Bridgeport, 20 februari 1926 – 6 februari 2011) was een Amerikaans ondernemer en ingenieur. Hij was samen met ex-studiegenoot Harlan Anderson mede-oprichter van Digital Equipment Corporation (DEC).
Olsen diende tussen 1944 en 1946 bij de Amerikaanse Marine. Vervolgens studeerde hij aan het MIT, waar hij gedurende zijn studie meewerkte aan het bouwen van een vluchtsimulator voor de marine.
In 1950 en 1952 behaalde hij aan MIT eerst zijn bachelor- en vervolgens zijn master-diploma in de elektrotechniek.
In 1957 richtten Olsen en MIT-collega Harlan Anderson samen hun eigen bedrijf op. Olsen verwierf diverse patenten op het gebied van elektronica. Gedurende zijn loopbaan als topmanager stond Olsen bekend om zijn paternalistische en autocratische managementstijl en zijn steun aan technische innovatie.
DEC begaf zich op de zakelijke markt. Een van de strategieën die DEC daar volgde was het op de markt brengen van zogenaamde minicomputers, met als uitgangspunt dat een afdeling van een organisatie een computer zou moeten kunnen aanschaffen. Tot dan moesten dergelijke afdelingen eerder een beroep doen op rekencapaciteit bij het centrale rekencentrum van de IT-afdeling.
Het hoogtepunt van DEC werd bereikt tijdens de jaren tachtig. DEC had toen meer dan 100.000 mensen in dienst en behaalde een omzet van 14 miljard dollar. In 1986 riep Fortune Olsen uit tot Amerika's succesvolste ondernemer. In datzelfde jaar ontving hij de Engineering Leadership Recognition Award van de Amerikaanse ingenieursorganisatie IEEE. Het tij keerde echter en in juli 1992 werd Olsen door de raad van bestuur tot aftreden gedwongen. DEC werd in 1998 overgenomen door Compaq, dat op zijn beurt in 2002 werd overgenomen door Hewlett-Packard.
Olsen overleed op 84-jarige leeftijd.